# Rio Tajuña
O rio Tajuña (do latim Tagonius) é um rio do interior da Espanha. Corre nas províncias de Guadalajara e Madrid. É afluente pela margem esquerda do rio Jarama e, portanto, subafluente do rio Tejo. Nasce nas proximidades de Maranchón (Guadalajara), na Fuente del carro, próxima ao povoado de Clares.